# مارت الیاسون
مارت الیاسون (انگلیسی: Marte Eliasson؛ زادهٔ ۲۷ سپتامبر ۱۹۶۹) بازیکن هندبال اهل نروژ است.